# Brockita
|  | No s'ha de confondre amb la brookita.. |

La brockita és un mineral de la classe dels fosfats, que pertany al grup de la rhabdofana. Rep el nom en honor de Maurice R. Brock, del Geological Survey dels Estats Units, qui va proporcionar el primer exemplar per al seu estudi.

## Característiques
La brockita és un fosfat de fórmula química (Ca,Th,Ce)PO₄·H₂O. Cristal·litza en el sistema hexagonal. La seva duresa a l'escala de Mohs es troba entre 3 i 4.
Segons la classificació de Nickel-Strunz, la brockita pertany a «02.CJ: Fosfats sense anions addicionals, amb H₂O, només amb cations de mida gran» juntament amb els següents minerals: estercorita, mundrabil·laïta, swaknoïta, nabafita, nastrofita, haidingerita, vladimirita, ferrarisita, machatschkiïta, faunouxita, rauenthalita, grayita, rabdofana-(Ce), rabdofana-(La), rabdofana-(Nd), tristramita, smirnovskita, ardealita, brushita, churchita-(Y), farmacolita, churchita-(Nd), mcnearita, dorfmanita, sincosita, bariosincosita, catalanoïta, guerinita i ningyoïta.

## Formació i jaciments
Va ser descoberta a la Prospecció sense nom de l'àrea de la mina Bassick, a la localitat de Querida, al comtat de Custer (Colorado, Estats Units). Tot i no tractar-se d'una espècie gens comuna ha estat descrita en diversos països d'arreu del planeta, a excepció del continent antàrtic i d'Oceania.